# Драгачевац, Светолик
Светолик Драгачевац (серб. Svetolik Dragačevac / Светолик Драгачевац; 15 апреля 1883 — 9 июля 1942) — югославский сербский полицейский. В межвоенные годы он служил начальником полиции в ряде югославских городов, проработав до 1933 года; его последней должностью была должность начальника полиции города Парачин. 25 марта 1941 года, в самый разгар политического кризиса в Югославии он напечатал на печатной машинке письмо на имя Адольфа Гитлера, в котором обличал его политику.
После вторжения в Югославию сотрудники СД обнаружили письмо и перевели его, а в июне 1941 года Драгачевац был арестован гестаповцами и переведён в Белград. На допросах он утверждал, что написал письмо под влиянием сербских националистических порывов, будучи при этом пьяным. Был брошен в тюрьму Граца, оттуда переведён в концлагерь Маутхаузен, где скончался от перитонита в июле 1942 года. После войны Драгачевац был забыт, и только в начале XXI века сербская общественность снова узнала о нём благодаря обнаруженному оригиналу письма.

## Ранние годы
Родился 15 апреля 1883 года в сербском городе Пожега. Был третьим ребёнком в семье купца Максима Драгачеваца. Окончив начальную школу, проработал некоторое время помощником у отца. В возрасте 15 лет начал работать в полиции; сдав все необходимые экзамены, стал полноценным сотрудником полиции. После присоединения территории Вардарской Македонии к Королевству Сербия, произошедшего в результате Балканских войн, был переведён в Скопье.
В Скопье он оставался до эвакуации города в конце 1915 года, когда уже шла Первая мировая война и когда на территорию Сербии вступили войска Австро-Венгрии, Германии и Болгарии. Не желая сдаваться в плен Центральным державам, он вместе с остатками сербской армии эвакуировался на остров Корфу, пережив суровую зиму во время перехода по горам через территорию Албании. Находясь на Корфу, Драгачевац готовился к зачислению в ряды сербской армии, но из-за перенесённой болезни не был признан годным к службе. Его отправили на французскую Корсику, где он и встретил конец войны. После окончания Первой мировой войны Драгачевац вернулся в Сербию, где продолжил свою карьеру в полиции. Он был начальником полиции в таких городах, как Ораховац, Вране и Прешево. В 1930—1933 годах он работал начальником полиции города Парачин, после чего вышел в отставку.
До 1935 года Драгачевац был членом Демократической партии, позже перешёл в выигравший парламентские выборы Югославский радикальный союз. Был членом исполкома партии в районе Парачина. Активно агитировал в поддержку партии, прежде чем в 1939 году окончательно оставил политику.

## Вторая мировая война

### Письмо Гитлеру
25 марта 1941 года, когда югославское правительство в условиях серьёзного политического кризиса готовилось присоединиться к Берлинскому пакту и войти в блок «оси», Драгачевац с помощью печатной машинки составил письмо на имя Адольфа Гитлера. В письме было написано следующее:

Парачин, день 25 марта 1941 года.
Адольфу Гитлеру.
Нить правды разорвана. Воцарились ненависть и насилие. Большие угнетают малых и в своём высокомерии не познают Бога, не имеют душу.
Кровожадный Гитлер стремится, чтобы ни одно поле на этом земном шаре не осталось не засеянным страданием и скорбью. И наша многострадальная Родина не пощажена. Мы протягиваем тебе нашу честную руку, но ты хочешь и сердце. В своём желании покорять и угнетать ты посягаешь на то, что за все времена рабства и за все века было священным для нас — ты посягаешь на нашу свободу и честь, посягаешь на нашу гордость.
Тебе, Гитлер, Каинов сын, мы, дети великих отцов и дедов, кричим: «Хватит!» Если ты не послушаешь, то наткнёшься на наши сильные мускулы. Мы прольём твою кровь и наступим ногой с драконьей силой на твою шею так, что ты больше не встанешь. Запомни, что, возможно, Господь Бог предназначил нам отомстить тебе за все твои злодеяния. Запомни!
Оригинальный текст (серб.)Параћин, дана 25.III.1941. година.

Адолфу Хитлеру.
Нит правде прекинут је. Зацарила обест и сила. Велики тлаче мале и у својој осионости не познају Бога; немају душу.
Крвожедни Хитлер хита да ни једна њива на ово земаљској кугли не остане засејана јадом и чемером. Ни наша напаћена Отаџбина није поштеђена. Пружамо ти своју поштену руку али ти хоћеш и срце. У жељи да освајаш и тлачиш ти нам газиш оно што нам је кроз сва робовања и кроз векове било најсветије газиш нам слободу и част газиш нам понос.

Теби Хитлере; кајинов сине ми деца великих отаца и дедова узвикујемо доста. Не слушаш ли наићићеш на бодре мишиће наше. Пролићемо ти крв и ногом ти аждајо стати на врат да се не дигнеш. Упамти да нас је можда Господ Бог одредио да код нас добијеш одмазду за сва недела. Упамти.

Драгачевац хотел передать письмо в виде телеграммы, однако сотрудники местного почтового отделения отказались, боясь, что немцы в случае вторжения обязательно устроят над ними расправу. Письмо было написано ещё до вторжения немцев и их союзников, оккупации и последующего раздела территории Югославии: по мнению историка Крешимира Эрдели, Драгачевац не мог полностью осознавать, в какой опасности он находился на момент публикации письма. Более того, по словам историков Тамары Чирич-Данилович и Любомира Зечевича, Драгачевац отпраздновал всё это дело с музыкой и маршами.
После подписания Берлинского пакта югославской стороной на следующий день, 27 марта 1941 года произошёл государственный переворот, в ходе которого группа антигермански настроенных офицеров свергла югославское правительство и разорвала пакт. 1 апреля 1941 года письмо Драгачеваца было доставлено в Берлин и переведено на немецкий. 6 апреля Германия и Италия в ответ на разрыв Югославии подписанного пакта вторглись в страну, развязав войну и достаточно быстро оккупировав Югославию. 9 апреля солдаты вермахта вступили в Парачин.

### Арест и смерть
Перевод письма Драгачеваца на немецкий был отправлен из Канцелярии фюрера в спецслужбу СД, которая 16 мая опубликовала внутренний меморандум с обвинениями в адрес Драгачеваца в нанесении «тягчайших оскорблений в адрес фюрера», а также выдала ордер на его арест. 9 июня 1941 года, спустя больше двух месяцев после отправки письма на имя фюрера, Драгачевац был арестован гестаповцами, став первым жителем Парачина, попавшим в немецкий плен. Его выдал лидер местных фольксдойче Йозеф Паулюс (нем. Jozef Paulus), которого оккупационные власти назначили мэром города.
Драгачевац был доставлен в Белград, где его допросили гестаповцы, пытаясь узнать, состоял ли он в антифашистском сопротивлении и был ли он единственным автором письма. Он отверг членство в каких-либо антифашистских организациях и заявил, что письмо составил сам. Появление письма он объяснил «сербским националистическим порывом» и обильным пьянством. После допроса задержанного СД и Зипо рекомендовали отправить его в один из концлагерей Рейха.
4 июля Драгачевац был доставлен в тюрьму в Граце, где сидел шесть месяцев. 23 января 1942 года он прибыл в концлагерь Маутхаузен-Гусен, где фигурировал как узник под номером 3109. 9 июля того же года он умер от перитонита, его тело было кремировано. Смерть Драгачеваца прошла почти незамеченной, за исключением телеграммы, которую начальство концлагеря отправило в СД и штаб Зипо в Белграде, потребовав сообщить о смерти Драгачеваца его вдове Елене. Детей у них не было.

## Память
После Второй мировой войны о поступке Драгачеваца не вспоминали достаточно долго, пока в начале 2000-х годов случайно не было обнаружено его письмо, переданное затем в Исторический архив Белграда. Именем Драгачеваца была названа улица в Парачине, где когда-то он служил; потомки семьи Драгачевацей ныне живут в Пожеге, родном городе полицейского. В 2013 году вышел документальный фильм на сербском о жизни Драгачеваца и обстоятельствах его ареста и смерти, а в марте 2021 года Радио и телевидение Сербии показало ещё один документальный фильм о Драгачеваце «Человек, который сказал Гитлеру „нет“» (серб. Čovek koji je Hitleru rekao Ne).
Историки Наташа Миличевич и Любинка Шкодрич писали, что многие госслужащие протестовали против вступления Югославии в блок «оси», а некоторые воевали против немцев в составе югославской королевской армии или в рядах партизан. Но, с их точки зрения, именно поступок Драгачеваца стал самым необычным проявлением антигитлеровских настроений со стороны югославских госслужащих. Они писали, что он сделал это не только с целью изложить личные убеждения и показать готовность сражаться против немцев, но и по долгу службы, поскольку был обязан защитить репутацию государства и госслужащих. Издание ИН4С также отметило, что поступок Драгачеваца можно трактовать не только как акт личного героизма, но и как попытку смыть с югославского правительства «пятно сотрудничества с немцами», появившееся после попытки Югославии присоединиться к Берлинскому пакту.